# Comté de Besalú
 (août 2019).
Si vous disposez d'ouvrages ou d'articles de référence ou si vous connaissez des sites web de qualité traitant du thème abordé ici, merci de compléter l'article en donnant les références utiles à sa vérifiabilité et en les liant à la section « Notes et références ».
entre 880 ou 897 – 1111
Le comté de Besalú est un des comtés catalans du Moyen Âge créé sans doute en 988. Il recouvrait un territoire dont les limites recoupaient approximativement le territoire de l'ancien pagus de Besalú et faisait partie à l'origine de la Marche d'Espagne. Il s'organisait autour de la ville de Besalú et s'étendait alors sur la Garrotxa et une partie du Ripollès, jusqu'à Agullana et Figueres, et l’Alt Empordà, le Banyoles et le Gironès. 
En 1111, à la suite de la disparition de Bernard III, dernier représentant de la dynastie comtale de Besalú, le comté est intégré dans les domaines du comte de Barcelone, Raimond-Bérenger III, s'intégrant au territoire de la principauté de Catalogne.

## Histoire

### Origines
Dans l’Ordinatio Imperii de 817, le pagus de Besalú est rattaché au comté de Barcelone, vassal du Royaume d’Aquitaine, avec les autres fiefs maritimes de la marche d'Espagne, tels que le Roussillon, Gérone, et Empúries). Ils sont placés sous la direction du comte Bera Ier. Sous le règne de Louis le Pieux et de ses successeurs, Besalú est le siège d'une seigneurie confiée à des nobles goths. 
Jusqu'en 844, le pagus de Besalú est uni au comté de Gérone, aux mains du comte Sunifred Ier. À sa mort (848), le comté passe entre les mains d'un comte dont les origines sont mal connues, Guifred II. En 878, au concile de Troyes, Guifred le Velu, le fils de Sunifred, reçoit les comtés de Barcelone et de Gérone, qu'il unit aux comtés de Cerdagne et d'Urgell, qu'il tient déjà. Il confie à son frère, Radulf, la charge de l'abbaye de Ripoll. À une date inconnue, entre 878 et sa mort, en 897, Guifred le Velu cède le pagus de Besalú à Radulf, et l'élève au rang de comte.

### La dynastie de Cerdagne
À la mort de Radulf, en 913, le comté retourne à un des fils de Guifred le Velu, Miron le Jeune, le comte de Cerdagne, de Conflent et de Berga. À ce moment, le comté de Besalú voit son destin lié aux comtés de Cerdagne et de Conflent : jusqu'en 988, le comté est dirigé par les comtes de la maison de Cerdagne. Guifred III succède à son père en 927, puis c'est son fils Sunifred II qui dirige le comté en 957. En 965, le comté passe à son frère, Miron II Bonfill, qui avait été évêque de Gérone. À sa mort, en 984, c'est un autre frère, Oliba Cabreta, qui recueille le comté, avec les pagi de Vallespir, du Fenouillèdes et du Peyrepertusès. Il se retire à la fin de sa vie à l'abbaye du Mont-Cassin.

### La dynastie de Besalú
En 988, les domaines d'Oliba Cabreta sont partagés entre ses fils : Bernard Ier, surnommé Taillefer, l'aîné d'Oliba Cabreta, reçoit le comté de Besalú et fonde une dynastie propre au comté. Il fait de la ville de Besalú la capitale de son comté. Il demande au pape, Benoît VIII, l'érection d'un évêché spécifique au comté de Besalú, et l'obtient en 1017. Il crée, afin d'administrer le territoire, vers 1017 trois vicomtés différentes : la vicomté de Besalú, qui prend ensuite le nom de vicomté de Bas, la vicomté de Vallespir, qui prend ensuite le nom de vicomté de Castellnou, et la vicomté de Fenouillet (cette dernière existe vraisemblablement plus tôt).  
Guillaume Ier le Gras succède à son père en 1020, et à sa mort, en 1052, confie le comté à ses deux fils, Guillaume II Trunnus, qui est assassiné en 1066, et Bernard II. En 1070, Bernard II confie l'abbaye de Saint-Martin-Lys située dans la vicomté de Fenouillèdes, à l'abbaye de Saint-Pons de Thomières. En 1077, celui-ci, ami et protecteur de la réforme religieuse de Grégoire VII, accueille à Besalú un concile d'évêques sous la direction du légat du pape, Aimé d'Oloron, qui s'était réuni à Gérone avant d'en être expulsé par l'archevêque de Narbonne, Guifred. Cet important concile de Besalú introduit une réforme des canons contre la simonie et le concubinat des clercs. Bernard II offre la majorité des abbayes de son comté à des réformateurs, souvent venus des abbayes de Moissac et de Saint-Victor de Marseille. Bernard III, le fils de Guillaume II, vit d'abord sous la tutelle de son oncle, avant d'être associé au pouvoir en 1077. 

### L'union à Barcelone
Bernard III épouse Chimène de Barcelone, une fille du comte de Barcelone Raimond-Bérenger III, qui lui apporte le comté d'Osona en dot. Les comtes de Besalú et de Barcelone se sont accordés pour établir la succession mutuelle de leurs comtés au cas où l'un d'eux mourrait sans descendance. En 1111, à la mort de Bernard III, sans enfant, tous les domaines passent à son beau-frère, Raimond-Bérenger III.
Le comte de Cerdagne, Bernard Guillaume, vassal du comte de Besalú, réclame cependant la reconnaissance de ses droits sur le comté. Finalement, il renonce à ses droits en échange d'une compensation financière. En 1112, Raimond-Bérenger III, afin de s'attacher son demi-frère, le vicomte de Narbonne Aymeri II, dans son combat contre le vicomte de Carcassonne Bernard Aton, lui cède le Fenouillet et le Peyrepertusès. Le reste du comté de Besalú est alors définitivement uni au comté de Barcelone.
Bien qu'uni à Barcelone, le comté de Besalú est encore utilisé comme cadre de référence juridique. Vers 1262, les chevaliers du Fenouillèdes considèrent que la vicomté de Fenouillet dépendait du comté de Besalú.

## Économie
Le comté de Besalú dispose d'une monnaie propre à partir de 969, mais il n'y a plus de documentation qui en fasse la preuve après 1020. Bernard Taillefer fait sans doute battre des mancus d'or. On connait ensuite trois types différents de deniers d'argent, frappés entre 1020 et 1111. Les frappes sont généralement de bonne qualité et parmi les meilleures de la région.

## Évêché

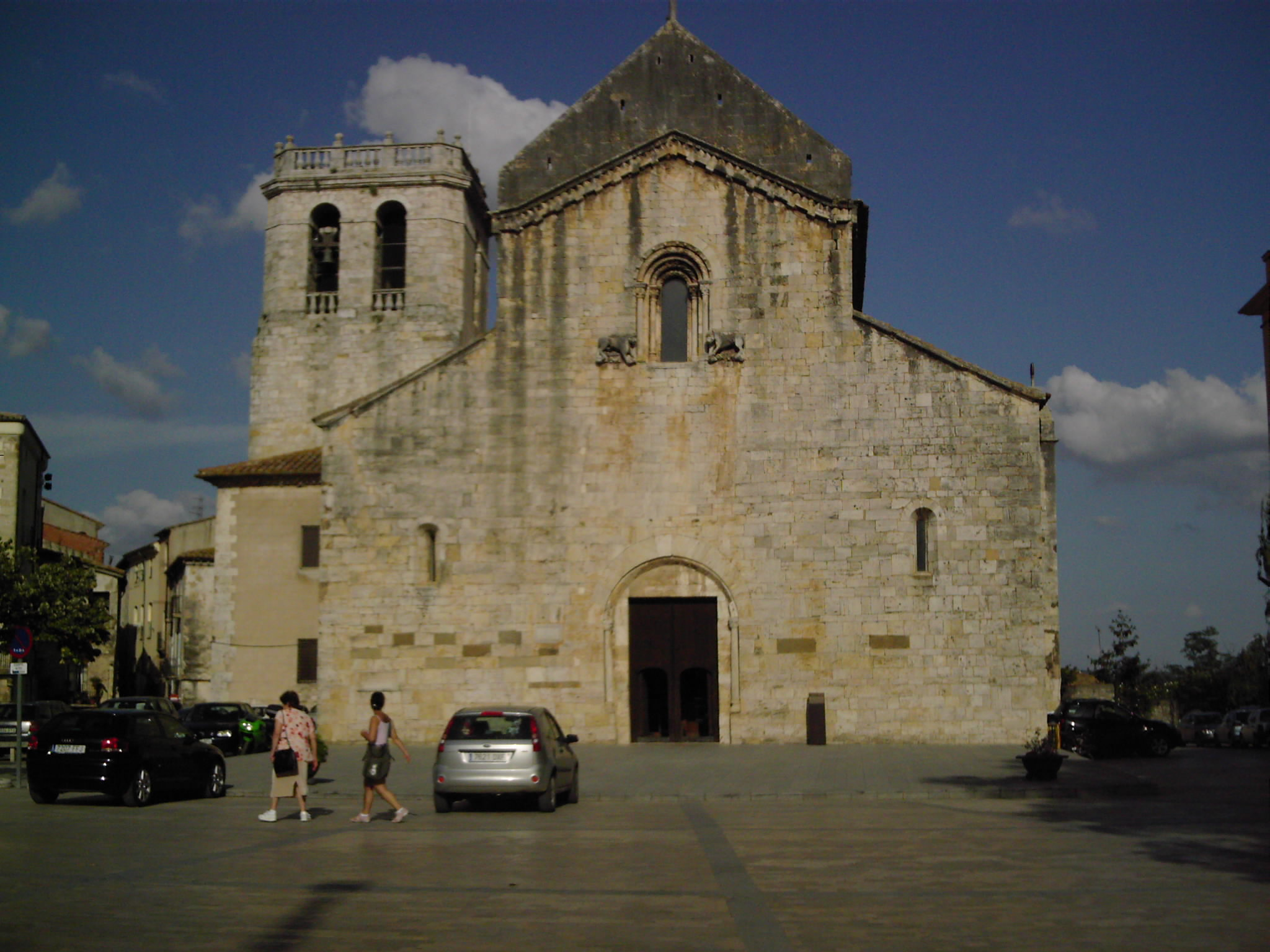
L'église du monastère Saint-Pierre de Besalú est le siège de l'éphémère évêché de Besalú.

Le comté de Besalú ne possédait pas d'évêché propre. Les paroisses du comté dépendaient d'évêchés différents : Vic, Gérone et Elne. On trouvait en revanche plusieurs monastères de grande importance, tels que Saint-Pierre de Besalú, Saint-Jean de les Abadesses, Ripoll, Arles, Saint-Étienne de Banyoles, Camprodon ou Saint-Paul-de-Fenouillet. 
En 1017, le pape Benoît VIII concède au comte Bernard Taillefer, venu à Rome, la création d'un évêché de Besalú. Le siège de l'évêché est établi à Besalú, tandis que Guifred, abbé de Saint-Jean de les Abadesses et fils de Bernard Taillefer, est choisi comme évêque. À la mort du comte en 1020, les évêques de Vic et de Gérone réclament le retour de leurs paroisses. L'évêque Guifred de Besalú, qui ne bénéficie plus de la protection politique de son père, doit se retirer dans son monastère de Saint-Jean de les Abadesses, tandis que l'évêché est aboli.